# Clivuskanten-Syndrom
Beim Clivuskanten-Syndrom handelt es sich um ein wichtiges frühes klinisches Zeichen bei horizontaler Verschiebung des oberen Hirnstammes im Tentoriumschlitz. Es kommt zu einer Druckschädigung des Nervus oculomotorius (III. Hirnnerv) bei schnell zunehmenden intrakraniellen Drucksteigerungen, zum Beispiel bei subduralen Hämatomen nach Schädeltraumata oder Blutungen aus Hirntumoren und folgender Lähmung des Nervus oculomotorius.

## Pathologie und Symptome
Wird der Hirnstamm durch einen erhöhten Druck in der Schädelhöhle (zum Beispiel bei Epiduralhämatom oder bei Hirntumoren) nach unten gegen den Schädelknochen gedrückt, wird auch der Nervus oculomotorius in seinem Verlauf gegen eine knöcherne Struktur im Bereich des Hirnstamms (Clivuskante) gedrückt.
Zunächst kommt es zu einer Erweiterung der ipsilateralen Pupille durch Reizung und Dehnung des Nervs im Tentoriumschlitz, dann zu einer Okulomotoriusparese mit weiter, lichtstarrer Pupille. Im weiteren Verlauf kommt es zur kompletten Okulomotoriuslähmung sowie zu einer zusätzlichen Erweiterung der kontralateralen Pupille durch Verschiebung des Hirnstammes gegen die Clivuskante.